# 絵仏師
絵仏師（えぶっし）とは、僧籍にあって、主に仏教絵画の制作や仏像の彩色などに従事した専門職。
中国北宋もしくは日本鎌倉時代以後に、主に水墨画を描く禅僧（例外あり）を特に画僧（がそう）と呼んで、他の絵仏師と区別される場合もあるが、両者が混用される場合もあり、厳密な区別がある訳ではない。

## 概要

### 日本における絵仏師の発生
日本では仏教をはじめとする中国文化とともに絵画の制作を専門とする画工・画師の仕組も導入された。聖徳太子の時代に画師の制度が制定され、律令制において画工司が設置された。当時の画師・画工は必ずしも仏教専門のものではなかったが、東大寺などの造寺司に所属する画師も存在した。なお、画工司は大同3年（808年）に内匠寮に統合され、画師たちも同寮に属している。
その頃、密教が日本に伝来されて急速に上流階層に浸透していった。密教には曼荼羅をはじめとする多くの仏教絵画が必要とされ、それら仏教絵画と修行・儀式とは切っても切り離されないものであり、それらの作成するための技能を持った専門的な能力を有するものが必要とされた。更に平安時代中期以後、仏教関連の専門の工匠も僧籍に入る習慣が生まれ、宮廷あるいは一般を対象とした工匠との区別が図られるようになった。このため、仏教絵画を扱う画師・画工が僧形を採り、あるいは僧侶の中で画才のある者が仏教絵画にも参加する形で、絵仏師の原形が生み出されたと考えられている。もっとも、当時はこうした仏教絵画を制作する僧侶は、仏像そのものの制作にあたる仏師のうちに含まれていたと考えられ、10世紀に活躍した仏教絵画の作家である定豊・平慶・玄朝などは全て「仏師」と称されている。11世紀に入ると、仏像を制作する「木仏師」と呼ばれる一般的な仏師に対して、仏教絵画を制作する「絵仏師」という概念が現れるようになるが、「絵仏師」の語が広く用いられるようになったのは鎌倉時代後期とする説もある。
治暦4年（1068年）、教禅が法成寺御仏図絵の賞として法橋を授けられて以後、平安時代後期から鎌倉時代初期にかけて、智順・成忍など多くの絵仏師が活躍した。それに伴い、絵仏師の地位も子弟や門人に職として継承されるようになり、詫摩為遠を祖とする宅磨派のように、絵仏師を専門とする流派が成立するようになった。

### 画僧の世界
これに対して禅宗を中心として仏教との関連性を保ちながらも自由な発想と解釈のもとで自己の内面世界を水墨画などに描き出す僧侶が現れた。これが画僧である。
北宋期に文人画が盛んとなり、初期水墨画の一種である墨戯が勃興した。文人と僧侶の交流を通じて、墨戯を行う僧侶が現れるようになり特に禅僧にその傾向が強かった（天台宗の若芬玉澗のように非禅僧の画僧も存在する）。彼らは白衣観音や達磨などを始めとした禅宗祖師や散聖（布袋和尚）の禅機図など仏教に関連する題材とともに、文人画などを手がけた（どちらを主とするかあるいは専芸とするかは人によって異なる）。代表的な人物としては宋元の花光仲仁・牧谿法常・雪窓普明、時代が降り明清の石濤・八大山人なども挙げられる。
日本でも鎌倉時代以後、禅宗の普及とともに画僧が出現した。日本で最初に「画僧」という語が用いられたのは義堂周信の『空華日用工夫略集』であるとされている。南北朝時代にかけては、白雲恵暁・可翁仁賀・玉畹梵芳・黙庵霊淵・頂雲霊峰などが知られている。室町時代に入ると、吉山明兆・大巧如拙・天章周文などを経て雪舟等楊・雪村周継によって大成された。江戸時代にも白隠慧鶴や仙厓義梵などが活躍したが次第に衰えていった。

## 主な絵仏師
- 平安時代
  - 頼聖
  - 頼助
  - 頼源
  - 頼全
- 巨勢派
  - 第12世　巨勢永有
  - 第13世　巨勢光康
  - 第14世　巨勢有家
  - 第15世　巨勢有康
  - 第16世　巨勢堯尊
  - 第17世　巨勢堯儼
  - 第18世　巨勢有誉
  - 第19世　巨勢行有
  - 第20世　巨勢専有
  - 第21世　巨勢源有
  - 第22世　巨勢重有
  - 第23世　巨勢長有